# Илия Бенчев
Илия Матеев Бенчев е български санитарен офицер, полковник, участник в Балканската (1912 – 1913) и Междусъюзническата война (1913), началник на ветеринарно-ремонтен отдел в Главното тилово управление през Първата световна война (1915 – 1918).

## Биография
Илия Бенчев е роден на 8 декември 1868 г. в Сопот. Завършва ветеринарна медицина в Русия. На 16 март 1892 г. постъпва на военна служба и е произведен в чин санитарен подпоручик. От 2 август 1892 е поручик, от 2 август 1897 е капитан, от 1900 г. е на служба във Ветеринарното подофицерско училище, на 31 декември 1906 е произведен в чин майор. Към 1907 – 1908 г. служи като ветеринарен лекар на Четвърти артилерийски на Н.В. Княз Фердинанд I полк. От 1909 г. е началник на Ветеринарното подофицерско училище. През 1912 г. е произведен в чин подполковник.
Санитарен подполковник Бенчев взема участие в Балканската (1912 – 1913) и Междусъюзническата война (1913). По време на Първата световна война служи като началник на ветеринарно-ремонтен отдел в Главното тилово управление. По-късно е началник на ветеринарната част (главен ветеринарен лекар) на Главното интендантство. На 30 май 1916 е произведен в чин полковник.
След края на войната през 1920 г. е уволнен от служба, по-късно служи и отново е уволнен през 1928 година. През 1921 г. „за отличия и заслуги през втория период на войната“ и съгласно заповед № 355 по Министерството на войната е награден с Народен орден „За военна заслуга“, III степен без военно отличие. На 16 април 1925 г. по време на атентата в църквата „Света Неделя“ е ранен.
Полковник Илия Бенчев е женен и има две деца.

## Военни звания
- Подпоручик (16 март 1892)
- Поручик (16 март 1894)
- Капитан (2 август 1897)
- Майор (31 декември 1906)
- Подполковник (1912)
- Полковник (30 май 1916)

## Награди
- Орден „Св. Александър“ IV степен с мечове
- Народен орден „За военна заслуга“ V степен на военна лента
- Народен орден „За военна заслуга“, III степен без военно отличие (1921)
- Орден „За заслуга“ на обикновена лента